# Tecnam Astore
Tecnam Astore ("Golobičar") je dvosedežno lahko športno letalo italijanskega proizvajalca Tecnam. Prvič je poletel junija leta 2013Astore ima nizko nameščeno kantilever krilo in fiksno pristajalno podvozje z nosnim kolesom.

## Specifikacije (Astore)
Podatki iz AOPA, Pew in Tecnam
Splošne značilnosti
- Posadka: one
- Število sedežev: one passenger
- Dolžina: 7 m (23 ft 0 in)
- Razpon kril: 8,65 m (28 ft 5 in)
- Višina: 2,3 m (7 ft 7 in)
- Površina kril: 12,2 m2 (131 sq ft)
- Bruto teža: 600 kg (1.323 lb)
- Kapaciteta goriva: 2x 55 litrska rezervoarja (skupno 110 l)
- Pogon letala: 1 × Rotax 912ULS 4-valjni zračnohajeni bencinski motor, 75 kW (101 hp)
- Propelerji: št. lopatic: 2 s fiksnim vpadnim kotom kraka

Zmogljivost
- Maks. hitrost: 244 km/h (152 mph; 132 kn)
- Hitrost pri porušitvi vzgona: 65 km/h (40 mph; 35 kn) s spuščenimi zakrilci
- Neprekoračljiva hitrost: 278 km/h; 173 mph (150 kn)
- Višina leta: 4.572 m (15.000 ft)
- g-omejitev: +4/-2
- Hitrost vzpenjanja: 61 m/s (12.000 ft/min)

Letalska elektronika

- Dvojni Dynon SkyView MFD
- iPad mini
- Levil AHRS G-mini